# شعب عامر (العدين)

تعديل مصدري - تعديل

شعب عامر محلة تابعة لقرية صنيد الشرقي، التابعة لعزلة صنيد الشرقي بمديرية العدين إحدى مديريات محافظة إب في الجمهورية اليمنية، بلغ تعداد سكانها 52 حسب تعداد اليمن لعام 2004.